# Република Косово
Република Косово (алб. Republika e Kosovës) је званични назив једнострано проглашене државе на територији Републике Србије, противно Уставу Србије и Резолуцији 1244 Савета безбедности УН. Према Резолуцији 1244, цела територија Косова и Метохије, правно гледано, налази се у саставу Србије док не буде постигнуто коначно решење. Србија не признаје једнострано отцепљење, по међународном праву, њене територије, прецизније аутономне покрајине под привременом управом Уједињених нација (УНМИК) у оквиру српске суверене територије. Влада са седиштем у Приштини има дефакто власт над већином територије, док поједине структуре Србије функционишу на северу и у српским енклавама.
Независност Косова је признало 91 од укупно 193 државе чланице Уједињених нација. Према извештајима међународних организација из 2004. године, владавина закона на Косову је била лоша и била је присутна велика количина криминала, међу којима трговина људима и шверц дроге (до 40% хероина целе Европе), као и трговина људским органима за време рата од заробљених Срба и након рата од оних који су их продавали.

## Историја

### Зачеци идеје
Међуетничке тензије на Косову су се током осамдесетих година 20. века погоршале. Увидевши то, Српска академија наука и уметности је објавила меморандум, у којем упозорава на распад СФРЈ и етничке сукобе. Како би спречила албански сецесионистички покрет, Скупштина Србије је 1989. припремила уставне амандмане с циљем да ограничи овлашћења аутономних органа на Косову. Елементи власти били би пренети на органе Србије.
Међутим, према уставу на снази, да би ови амандмани били усвојени потребна је двотрећинска већина у покрајинској скупштини. То гласање одржано је 23. марта 1989, а амандмани су усвојени већином гласова, мада не двотрећинском, и формално потврђени 28. марта. Тиме су установе аутономије дошле под непосредну власт Србије. Етнички Албанци су на ово одговорили протестима и формирањем паралелних институција. Већина (114 од 123) посланика Скупштине Косова албанске националности сакупила се 2. јула испред зграде парламента, али улаз им није био дозвољен. Тако су испред зграде усвојили резолуцију у којој КиМ називају равноправним и независним ентитетом у оквиру југословенске федерације. Декларација није имала правног дејства.
У међувремену је покрајинска скупштина распуштена. Међутим, исти посланици су одржали тајни састанак 7. септембра и усвојили Уставни закон Републике Косово, којим се обавезују на залагање за формирање Републике Косово унутар Југославије. Током следећих година, већина сепаратистичких идеја спровођена је на тајним састанцима. Приликом једног од таквих састајања, 23. децембра, оформљена је Демократска лига Косова, тада доминантна на политичкој сцени.
С распадом југословенске федерације, политички захтеви косовских Албанаца су се променили. Како више захтев није могла бити република унутар СФРЈ, прешло се на деловање с циљем оснивања независне и суверене републике. Није се размишљало ни о успостављању треће државе унутар СРЈ. Дана 22. септембра 1991. самопроглашени парламент косовских Албанаца усвојио је
Резолуцију о независности и суверенитету Косова, у којој је по први пут проглашена независна република. Као потврда ове одлуке, од 26. до 30. септембра одржан је импровизовани референдум.
Званично, независност је проглашена 19. октобра 1991, а њу је подржала само Албанија. У жељи да од СРЈ преузму власт над територијом, делегати ове скупштине су 24. маја 1992. одржали тајне изборе. На њима је убедљиво победила Демократска лига Косова, а за председника републике, која није имала фактичке и легалне власт, изабран је Ибрахим Ругова. Уз паралелне политичке институције, формиране су и оне на пољу образовања и здравства.

### Независност
Након ових догађаја, који су се одвијали даље од очију јавности, дошло је до побуне косовских Албанаца у периоду од 1996. до 1999. Томе је следило НАТО бомбардовање Савезне Републике Југославије у трајању од 78 дана. Привремена административна мисија УНМИК је у јуну 1999. од Савезне Републике Југославије преузела власт на Косову и Метохији. Тако су Уједињене нације отпочеле надгледање администрације ове покрајине након што је Савет за безбедност Уједињених нација (СБ УН) усвојио резолуцију 1244. Један од главних циљева резолуције јесте реафирмисање територијалног интегритета СРЈ (чиме КиМ остаје део СРЈ, тј. Србије). Ипак, Скупштина Косова је 17. фебруара 2008. прогласила независност ове покрајине као Република Косово.
Генерална скупштина Уједињених нација је резолуцијом А/63/Л.2 усвојеном на предлог Србије 8. октобра 2008. захтевала саветодавно мишљење Међународног суда правде о легалности косовске декларације. Суд је 22. јула 2010, гласањем са резултатом 10 према 4, донео одлуку да декларација није прекршила међународни закон. Суд је тврдио да аутори декларације нису привремене институције самоуправе на Косову, него неформална група лидера, којима није забрањено да проглашавају какву год хоће декларацију. Саопштено је и да том приликом није прекршена резолуција 1244, јер она не прејудицира коначан статус Косова.
Европска унија је предложила властима Србије и Косова да отпочну преговоре ради решавања практичних, животних питања тамошњих становника, што је био услов за давање статуса кандидата Србији. Тако су 8. марта 2011. отпочели преговори Београда и Приштине. Београд је представљао политички директор у Министарству спољних послова Републике Србије Борислав Стефановић, а Приштину потпредседница Владе Косова Едита Тахири. Након неколико рунди преговора током 2011. и 2012, отпочети су нови преговори 2013, с тим што су шефови преговарачких тимова сада премијери — Ивица Дачић и Хашим Тачи. Тако је 19. априла 2013. постигнут и парафиран Први споразум о принципима нормализације односа.

## Влада и политика

### Влада
Влада Републике Косово је према уставу из 2008. дефинисана као вишепартијски парламентарни систем представничке демократије. Законодавну власт Скупштина Косова дели са министрима у оквиру својих надлежности. Председник Косова је шеф државе и представља јединство народа. Влада има извршну власт, а чини је премијер Косова као њен шеф, заменици премијера и министри из разних министарстава. Правни систем се састоји од независног судства, које чине Врховни суд Косова, њему подређени судови, Уставни суд Косова, као и независне тужилачке установе. Судску власт чини и више независних установа одређених уставом и законом, као и локалне самоуправе.
Међународно цивилно и безбедносно присуство ради под окриљем резолуције 1244 Савета безбедности ОУН. У првим годинама од резолуције, то је укључивало само деловање Привремене административне мисије Уједињених нација (УНМИК), али је касније проширено на Мисију владавине права Европске уније (ЕУЛЕКС), која је од децембра 2008. распоређена на Косову ради преузимања одговорности у области полиције, царине и правосуђа.
Косовска полицијска служба (КПС) основана је 1999, одмах по завршетку рата.
Република Косово је члан Међународног монетарног фонда (ММФ), Светске банке, Европске банке за обнову и развој, Већа за регионалну сарадњу земаља југоисточне Европе, као и Међународне уније друмског саобраћаја.

### Надгледање
План финског дипломате Мартија Ахтисарија предвиђао је два облика међународног надгледања Косова након независности — Међународну цивилну канцеларију (ИЦО), која ће надгледати спровођење плана и имати право вета на законодавне и извршне поступке, као и Мисију владавине права Европске уније (ЕУЛЕКС), која ће имати задатак ангажовања полицијских и цивилних ресурса у циљу развоја полиције и правосуђа, са својим сопственим моћима хапшења и кривичног гоњења.
Декларација о независности Косова, а касније и устав дали су овим органима овлашћења предвиђена Ахтисаријевим планом. Како је Савет безбедности УН одбацио план, правни статус ИЦО у оквиру Косова зависио је од de facto стања и законодавства на територији. Шеф канцеларије био је међународни цивилни представник Питер Фајт, док је њен рад био под надзором Међународне управљачке групе (ИСГ), која се састојала од главних држава које су признале Косово. Никада је нису признале државе које не признају републику.
Србија у почетку није признавала ни ЕУЛЕКС, али његов мандат и овлашћења прихваћени су крајем 2008, као пословање у склопу наставка мандата УНМИК-а на статусно неутралан начин, али са сопственом оперативном независношћу. Дана 10. септембра 2012, након што је утврдила да је Косово суштински испунило своје у оквиру плана, канцеларија је престала са радом. ЕУЛЕКС, пак, наставља своје постојање под косовским и међународним правом, а његов мандат је продужен до 14. јуна 2014.
На територији се налази и Канцеларија Европске уније. Њен шеф и специјални изасланик ЕУ на Косову јесте Самуел Жбогар.

### Устав
Републиком владају законодавне, извршне и судске установе одређене косовским уставом, усвојеним 2008. Ипак, Северно Косово је изузетак од тога, јер њиме управљају установе Републике Србије или такозване паралелне институције — оне којим управљају становници Северног Косова, али их финансира Србија. Устав одобрава постојање привремених мисија, Међународне цивилне канцеларије и ЕУЛЕКС-а, и потврђује њихову надгледачку улогу. Ипак, како је већ напоменуто, Међународна цивилна канцеларија је 10. септембра 2012. престала са радом.
Уставом је загарантовано постојање парламентарне демократије, с тим што председник има овлашћење да врати нацрте закона скупштини на поновно разматрање, а има и улогу у спољној политици и одређене службене дужности карактеристичне за премијера. Устав прецизира да је Република Косово секуларна држава неутрална по питању верских уверења. Као уставни оквир пре њега, тренутни највиши општи правни акт гарантује најмање десет места у стодвадесеточланој скупштини за Србе и још десет за друге мањине. На исти начин гарантује Србима и другим мањинама места у влади.
Усвајања или амандмани на сваки закон у вези са мањинским заједницама захтевају не само општу скупштинску већину, већ и већински број гласова од стране представника мањима. Дакле, ако у скупштини седи двадесет представника мањима, бар једанаест њих мора се сложити са амандманом да би он био усвојен. Мада република, као само делимично призната држава, није чланица Савета Европе (те се њени грађани не могу жалити Европском суду за људска права), устав позива на поштовање Европске конвенције о људским правима на територији Косова и даје му предност над било којим локалним законом.
Устав предвиђа широка овлашћења општинама — њихове границе не могу се мењати без сагласности локалне самоуправе. Три општине (Северна Митровица, Грачаница и Штрпце) имају овлашћења које друге немају у области образовања и секундарне здравствене заштите. Уставно је право мањинских општина да се удружују и сарађују једна са другом на свим пољима.

### Политика
Највеће политичке партије на Косову су Демократски савез Косова (ЛДК) и Алијанса за будућност Косова (ААК) десног центра, као и Демократска партија Косова (ПДК) и Алијанса за ново Косово (АКР) левог центра. Демократски савез Косова своје корене вуче из ненасилног покрета отпора за време Милошевића, а предводио га је председник Косове Ибрахим Ругова све до своје смрти 21. јануара 2006. Странке чији корен чини Ослободилачка војска Косова (ОВК) јесу Демократска партија Косова бившег вође ОВК Хашима Тачија и Алијанса за будућност Косова бившег команданта ОВК Рамуша Харадинаја. Швајцарско-косовски бизнисмен Бехђет Пацоли основао је 2006. Алијансу за ново Косово, која је била трећа на изборима 2007, а четврта на онима 2010.
Уставни суд је јула 2010. одлучио да је председник новонастале републике Фатмир Сејдију (на функцији од 10. фебруара 2006. до 27. септембра 2010) прекршио устав, јер је остао вођа ЛДК у исто време кад је био шеф државе. Сејдију је одлучио да поднесе оставку на место председника Косова, а руководство ЛДК преузео је Иса Мустафа. Због овога је дошло до политичке кризе, услед чега су одржани превремени избори. На њима је ЛДК изгубио власт, а већину су формирале Демократска партија Косова, Алијанса за ново Косово, Самостална либерална странка и друге мањинске партије.
Скупштина је уз малу већину 22. фебруара 2011. изгласала Бехђета Пацолија за председника, али је Уставни суд ову одлуку поништио, јер устав не дозвољава да председнички избор има само једног кандидата. Као компромисни кандидат свих странака које су формирале власт, за четвртог председника независног Косова (након Ругове, Сејдијуа и Пацолија) 7. априла 2011. изабрана је Атифете Јахјага, прва жена и нестраначка особа на тој функцији. У периоду између повлачења једног и одабира другог председника, дужности шефа државе преузима председник скупштине Јакуп Краснићи.
Мањинском политиком јужно од реке Ибар доминира Самостална либерална странка (СЛС) са председником Слободаном Петровићем. Како не признају независности Косова, Срби северно од Ибра су бојкотовали парламентарне изборе 2010. Међутим, насупрот њима, север Косова учествовао је на изборима Републике Србије 6. маја 2012. Том приликом су, на парламентарним изборима, грађани највећу подршку пружили Демократској странци Србије (ДСС) десног центра. Као скупштина северних српских општина делује Скупштина Заједнице општина Аутономне покрајине Косово и Метохија основана 28. јуна 2008. Општине Косовска Митровица, Зубин Поток, Звечан и Лепосавић одржале су 14. и 15. фебруара 2012 референдум на којем су се грађани изјашњавали да ли прихватају косовске институције. Да их не прихвата изјаснило се 26.524 (99,74%) гласача.

### Остало
Деветнаест земаља одржава своје амбасаде у Приштини, док Косово као независну државу признаје првобитно 108 од 193 (56%) чланица Уједињених нација, односно 23 од 28 (82%) чланица Европске уније, од којих је касније неколико земаља повукло признање.
НАТО снаге су обучиле 2.500 војника ради оформљења Косовских снага безбедности (КСБ), претече републичке војске која је почела са радом 21. јануара 2009. Неколико месеци пре тога, расформиран је Косовски заштитни корпус (КЗК), цивилна служба за ванредне ситуације и један од наследника Ослободилачке војске Косова. Као одржавалац мира, уз Косовску полицијску службу делује и Косовска снага (КФОР).

## Привреда
Косово је било најсиромашнији део бивше Социјалистичке Федеративне Републике Југославије. Додатно, привреда је деведесетих година 20. века претрпела последице рата и нестабилне политичке ситуације. Након 1999, економија је почела да се опоравља, највише путем послератне реконструкције и стране помоћи. У периоду од 2003 до 2011. раст БДП све је време био око 5% годишње, а инфлација минимална.
Трговински баланс је изразито негативан. Године 2004, дефицит баланса робе и услуга износио је близу 70% бруто домаћег производа, а 2011. мање, око 39% БДП. Новчане пошиљке из дијаспоре током целог послератног периода чине око 14% БДП. Привредни развој подстичу трговина, малопродаја и грађевинарство. Приватни сектор је и даље неизражен, а индустријски слаб. Економија и њени извори раста стога су далеко више усмерени на постављање захтева него на производњу, као што показује и дефицит од 20% БДП-а у 2011. Због тога Косово веома зависи од капиталних прилива. Исти случај је и са државним приходом, који само 14% чине директни порези, док остатак представљају царинске дажбине и порези на потрошњу. Године 2009. пореза на добит предузећа умањен је са 20% на 10%. Највиша стопа пореза на доходак такође је 10%.
Упркос другим чињеницама, косовски јавни дуг није изразит, само 5,8% БДП-а, мада би он знатно порастао када би Србија признала независну републику и с њом постигла договор о подели југословенског дуга. Нето страна актива финансијских корпорација и пензионог фонда износи преко 50% БДП-а. Развијен је и банкарски систем, чија је актива порасла са 5% БДП-а у 2000. на 60% БДП-а у јануару 2012. Званично, административне прелазе је 3. септембра 1999. формирао УНМИК. На њима су царински трошкови равно 10%. УНМИК је у име Косова потписник Централноевропског уговора о слободној трговини (ЦЕФТА), те царински трошкови за земље потписнице овог уговора износе 0%.
Званична валута на Косову је евро. Наиме, године 1999. уведена је немачка марка, која је убрзо замењена за евро, мада сама територија није унутар Еврозоне. На Северном Косову је у употреби српски динар. Стопа незапослености је у мају 2006. била до 50%. Процене из октобра 2010. указују на то да је незапосленост међу косовским Ромима до 90%.
Како Косово није међународно призната држава, суочава се са одређеним привредним проблемима. Они, сем из спорног међународног статуса, произилазе из употреба државних симбола и самог назива Република Косово. Летови чија је дестинација Аеродром Приштина немају приступ ваздушном простору Србије. Територија нема одвојене поштанске и позивне бројеве. Тако се за фиксне мреже користи српски број (+381), док мобилни провајдер (+383). Не постоји независан банкарски број (ИБАН), нити посебан интернет домен намењен Косову.

## Администрација

### Општине
Косово је према УНМИК-овој уредби од 27. јула 2000. подељено на 30 општина (алб. komuna). Према властима републике, подељено је на 38 општина, од којих Срби у десет чине већину становништва. Општина Северна Митровица још увек није оформљена, а уместо њених органа постоји Административна канцелација Северне Митровице (АКСМ; алб. Zyra Administrative e Mitrovicës së Veriut, ZAMV). Општине које је одредило Министарство администрације и локалне самоуправе Републике Косово, а које не постоје у УНМИК-овој међународно признатој подели означене су звездицом. Називи су званични.
| Општине                | |                |                          |
|                        | \| 1. Витина/ \| 11. Зубин Поток/ \| 21. Малишево/ \| 31. Приштина/ \| \| 2. Вучитрн/ \| 12. Исток/ \| 22. Мамуша/* \| 32. Ранилуг/ \| \| 3. Глоговац/ \| 13. Јуник/* \| 23. Митровица/ \| 33. Северна Митровица/ * \| \| 4. Гњилане/ \| 14. Каменица/ \| 24. Ново Брдо/ \| 34. Србица/ \| \| 5. Грачаница/* \| 15. Качаник/ \| 25. Обилић/ \| 35. Сува Река/ \| \| 6. Дечани/ \| 16. Клина/ \| 26. Ораховац/ \| 36. Урошевац/ \| \| 7. Драгаш/ \| 17. Косово Поље/ \| 27. Партеш/* \| 37. Штрпце/ \| \| 8. Ђаковица/ \| 18. Клокот/* \| 28. Пећ/ \| 38. Штимље/ \| \| 9. Ђенерал Јанковић/ * \| 19. Лепосавић/ \| 29. Подујево/ \| \| \| 10. Звечан/ \| 20. Липљан/ \| 30. Призрен/ \| \| |                |                          |
| 1. Витина/             | 11. Зубин Поток/ | 21. Малишево/  | 31. Приштина/            |
| 2. Вучитрн/            | 12. Исток/ | 22. Мамуша/*   | 32. Ранилуг/             |
| 3. Глоговац/           | 13. Јуник/* | 23. Митровица/ | 33. Северна Митровица/ * |
| 4. Гњилане/            | 14. Каменица/ | 24. Ново Брдо/ | 34. Србица/              |
| 5. Грачаница/*         | 15. Качаник/ | 25. Обилић/    | 35. Сува Река/           |
| 6. Дечани/             | 16. Клина/ | 26. Ораховац/  | 36. Урошевац/            |
| 7. Драгаш/             | 17. Косово Поље/ | 27. Партеш/*   | 37. Штрпце/              |
| 8. Ђаковица/           | 18. Клокот/* | 28. Пећ/       | 38. Штимље/              |
| 9. Ђенерал Јанковић/ * | 19. Лепосавић/ | 29. Подујево/  |                          |
| 10. Звечан/            | 20. Липљан/ | 30. Призрен/   |                          |

### Окрузи
Округ (алб. rreth) представља виши ниво административне поделе од општина. Под УМНИК-овом администрацијом (од 1999), окрузи на територији Косова формирани су 2000. Као такве, признају их и власти Републике Косово и власти Републике Србије. Срби, међутим, не признају резултате пописа, који је иначе бојкотован од стране већег дела Срба.
| Округ                       | Главни град        | Површина у 2 | Становништво (попис 2011) | Густина по 2 | Општине                                                                      |
| --------------------------- | ------------------ | ------------ | ------------------------- | ------------ | ---------------------------------------------------------------------------- |
| Ђаковички округ ()          | Ђаковица           | 1.021        | 196.867                   | 193          | - Ђаковица - Дечани - Ораховац                                               |
| Гњилански округ ()          | Гњилане            | 1.220        | 181.459                   | 149          | - Гњилане - Косовска Каменица - Витина                                       |
| Косовскомитровачки округ () | Косовска Митровица | 2.052        | бојкот                    | /            | - Косовска Митровица - Лепосавић - Србица - Вучитрн - Зубин Поток - Звечан   |
| Пећки округ ()              | Пећ                | 1.364        | 174.235                   | 128          | - Пећ - Исток - Клина                                                        |
| Приштински округ ()         | Приштина           | 2.288        | 477.312                   | 209          | - Приштина - Глоговац - Косово Поље - Липљан - Ново Брдо - Обилић - Подујево |
| Призренски округ ()         | Призрен            | 1.739        | 331.620                   | 191          | - Призрен - Драгаш - Сува Река - Малишево                                    |
| Урошевачки округ ()         | Урошевац           | 1.021        | 185.695                   | 182          | - Урошевац - Штимље - Качаник - Штрпце                                       |

## Владавина закона
Према извештајима Уједињених нација, рат на Косову и Метохији праћен је повећаним поседовањем оружја од стране цивила. Значајно се повећао број убистава из освете и међуетничког насиља. Број пријављених убистава порастао је од 136 пријава 2000. до 245 пријава 2001, што је пораст од 80% за само годину дана. За исти период је намерно подметање пожара порасло са 218 годишње на 523, што је пораст од 140%. Међутим, УНМИК пораст броја пријава објашњава повећаним поверењем у полицију, тј. тиме да се грађани радији да инциденте пријаве, а не повећаним криминалом. Канцеларија УН за питања дроге и криминала такође извештава да се послератно стање смирује и да је од 2003. до 2008. број убистава смањен за 75%.
Према покрету за заштиту људских права Амнести интернашонал, једна од последица рата јесте повећана трговина женама ради сексуалне експлоатације. Светске новинске агенције, као што су британски Би-Би-Си и Гардијан, пренеле су тврдње Амнестија да петину услуга проститутки користе војници НАТО и Уједињених нација, као и да су у оптицају и девојчице од једанаест година. Према истом извештају, број објеката у којима се одвија невољна проституција порастао је са 18 у 1999. до 200 на 2003. години. Према Међународној организацији за миграције, Косово је у периоду од 2000. до 2004. године било четврто или пето када је у питању број жртава трговине људима, иза Албаније, Молдавије, Румуније и, у једном периоду, Бугарске.
Још један од проблема представљају преостале нагазне мине и остала неексплодирана убојна средства. Иако су оне очишћене са уређених путева, саветује се опрез људима током проласка кроз забачене пределе. Од краја рата до априла 2012, преостала убојна средства усмртила су 114 људи, а ранила преко 450. Косово је једно од највећих светских упоришта организованих криминала и прања новца. Међународне организације су 2000. оцениле да кроз ову регију пролази 40% хероина који се продаје у Европи у Северној Америци. Услед немира у Албанији 1997. и Косовског рата годину-две касније, етнички Албанци који се баве кријумчарењем уживали су конкурентску предност, која је опала са стабилизацијом региона. Међутим, Канцеларија Уједињених нација за питања дроге и криминала је 2008. објавила извештај у којем тврди да хероин етничких Албанаца чини 10 до 20% хероина у западној Европи, мада закључује да промет незаконите робе опада.
Сем дрога, са територије Републике Косово шверцује се месо којем је протекао рок трајања. Оно претходно, без царинске контроле, долази из Црне Горе или Албаније, а претходно из прекоморских територија — обично Латинске Америке. Управа царина Србије неколико је пута заплењивала месо са КиМ. Најчешћи предмет кријумчарења је пилеће бело месо. Током априла и маја 2008. године заплењено је седам тона оваквог меса, које може изазвати кампилобактериозу или салмонелозу.
Швајцарски народни посланик Дик Марти је у извештају из 2010. изнео тврдње, као и доказе о постојању криминалне мреже повезане са Ослободилачком војском Косова и премијером републике Хашима Тачија, иначе бившим вођом ОВК познатим под псеудонимом Змија. Та мрежа је убијала затворенике и сакупљала њихове бубреге за трансплантацију у приватним прекоморским клиникама. Влада Косова је те тврдње одбацила као неосноване и клеветничке, док је Савет Европе 25. јануара 2011. одобрио извештај и позвао на озбиљно истраживање његове садржине.